# Cerianthus

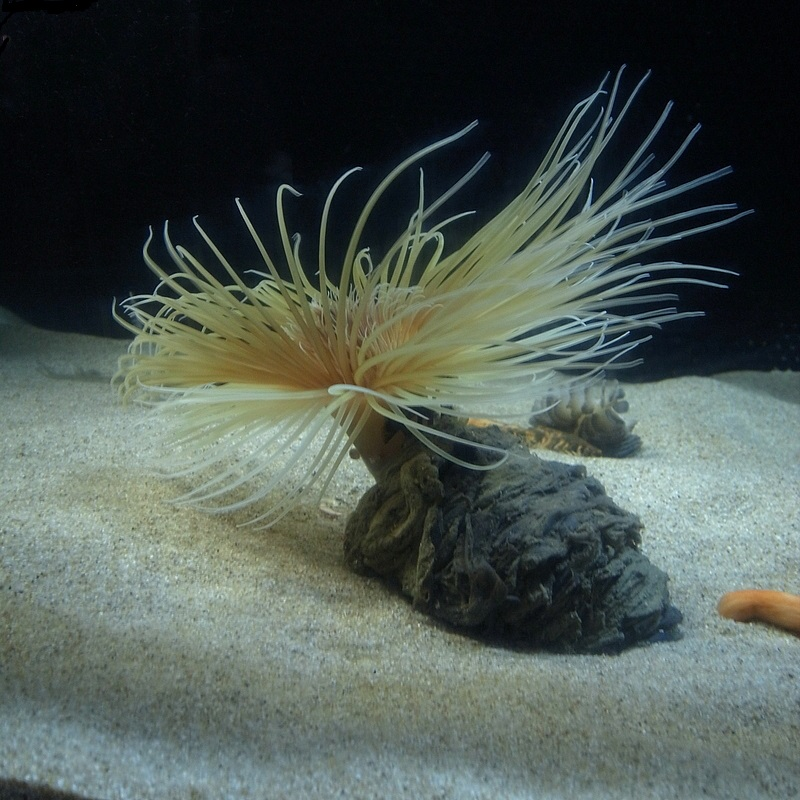
Cerianthus filiformis

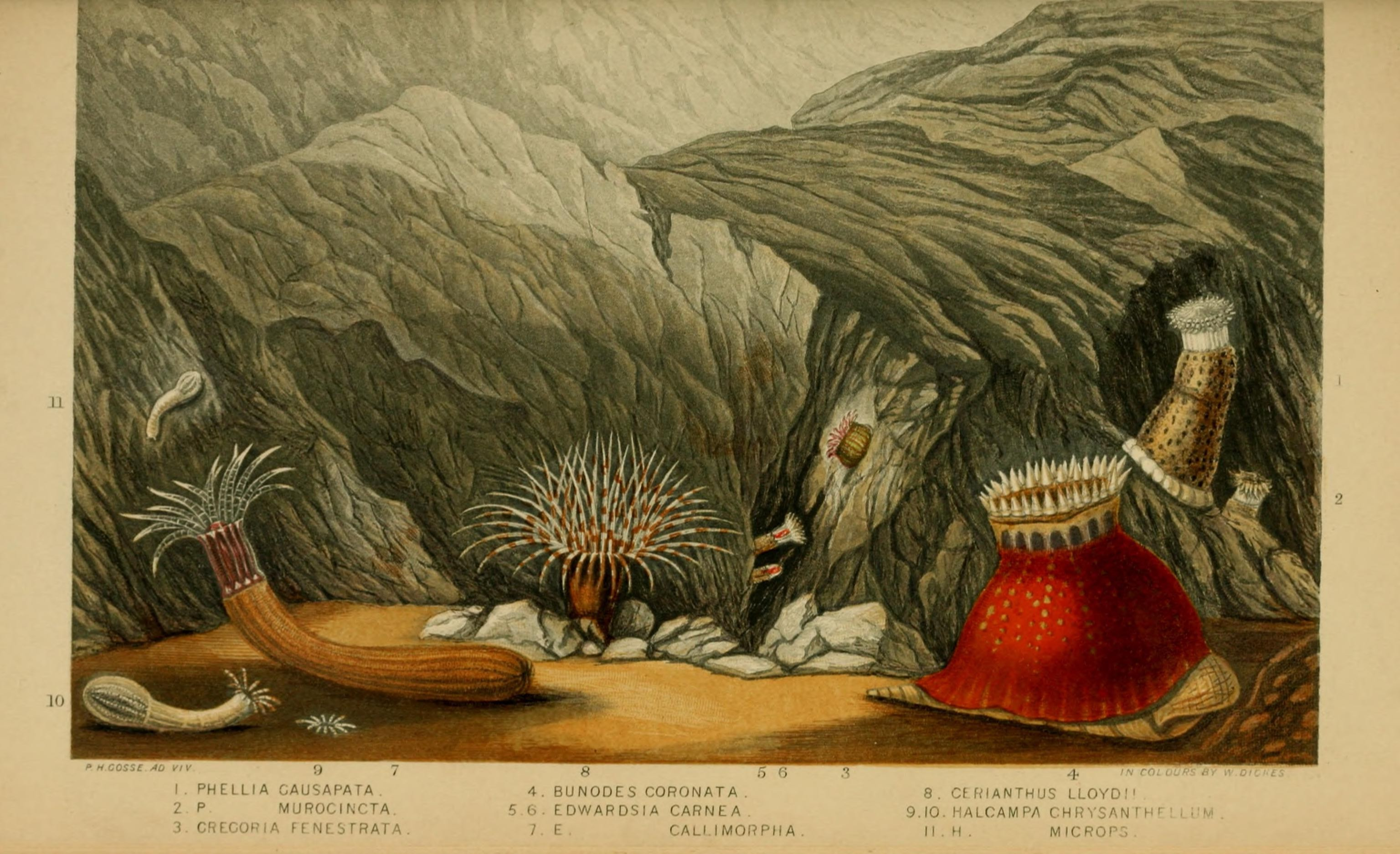
Cerianthus lloydii - a kép közepén levő példány

A Cerianthus a virágállatok (Anthozoa) osztályának a csőanemónák (Ceriantharia) rendjébe ezen belül a Spirularia alrendjébe és a Cerianthidae családjába tartozó nem.
Családjának a névadó típusneme.

## Rendszerezés
A nembe az alábbi 20 faj tartozik:
- Cerianthus bathymetricus Mosley, 1877
- Cerianthus brasiliensis Mello-Leitão, 1919
- Cerianthus filiformis Carlgren, 1924
- Cerianthus incertus Carlgren, 1932
- Cerianthus japonicus Carlgren, 1924
- Cerianthus lloydii Gosse, 1859
- Cerianthus malakhovi Molodtsova, 2001
- Cerianthus medusula (Klunzinger, 1877)
- csöves tengeri rózsa (Cerianthus membranaceus) (Spallanzani, 1784)
- Cerianthus mortenseni Carlgren, 1924
- Cerianthus natans Verrill, 1901
- Cerianthus punctatus Uchida, 1979
- Cerianthus roulei Carlgren, 1912
- Cerianthus stimpsoni Verrill, 1866
- Cerianthus stimpsonii Verrill, 1865
- Cerianthus sulcatus Kwietniewski, 1898
- Cerianthus taedus McMurrich, 1910
- Cerianthus valdiviae Carlgren, 1912
- Cerianthus vas McMurrich, 1893
- Cerianthus vogti Danielssen, 1890

- Az alábbi 12 tudományos név nomen dubiumként, azaz „kétséges névként” szerepel:
  - Cerianthus actinoides
  - Cerianthus amaricanus
  - Cerianthus aquitanicus
  - Cerianthus danielseni
  - Cerianthus lûtkeni
  - Cerianthus lütkeni
  - Cerianthus membranacea
  - Cerianthus membranaceous
  - Cerianthus misakiensis
  - Cerianthus punctaus
  - Cerianthus vestitus
  - Cerianthus vogli

- A hat alábbi faj meglehet, hogy nem ebbe a nembe tartozik:
  - Cerianthus andamanensis Alcock, 1893 (taxon inquirendum)
  - Cerianthus brachysoma Cerfontaine, 1891 (taxon inquirendum)
  - Cerianthus orientalis Verrill, 1866 (taxon inquirendum)
  - Cerianthus profundus Andrès, 1881 (taxon inquirendum)
  - Cerianthus tenebrarum Alcock, 1893 (taxon inquirendum)
  - Cerianthus vermicularis (Forbes in Johnston, 1847) (taxon inquirendum)